# جيمس بي. بريتشارد
جيمس بي. بريتشارد (بالإنجليزية: James B. Pritchard) هو أستاذ جامعي أمريكي، ولد في 4 أكتوبر 1909 في لويفيل في الولايات المتحدة، وتوفي في 1997.